# Алексєйково (Сафоновський район)
Алексєйково (рос. Алексейково) — присілок Сафоновського району Смоленської області Росії. Входить до складу Прудківського сільського поселення.
Населення — 11 осіб (2007 рік).